# 二十一世紀古典音樂
廿一世紀古典音樂是自2000年以來，在當代古典音樂的傳統下的藝術音樂。
有部份音樂元素從上世紀保留下來，包括後現代主義、多元風格主義和折衷主義，它們試圖融合所有音樂風格的元素，不管這些元素是否「古典」——這些努力代表著各種音樂類型之間鬆散的區分。重要的影響包括搖滾樂、流行音樂、爵士樂和與之相關的舞蹈傳統。21世紀中另一個值得關注的改變，是古典音樂與多媒體的結合；其中互聯網和相關技術是這方面的重要資源。另一方面，社會對女性作曲家的觀點亦續漸改變。

## 廿一世紀的音樂
就如二十世紀古典音樂一樣，「廿一世紀古典音樂」完全是由曆法來定義的，它並非指音樂史上的歷史風格時期（巴洛克和浪漫主義音樂就是這樣定義的），而是指自2000年以來寫成的所有藝術音樂。音樂學家普遍認為現時正處於當代音樂時期，涵蓋了1945年（另有1975年一說，取決於歷史學家的觀點）之後的作品。

### 歷史
在20世紀時，作曲家們開始尋找更廣泛的靈感來源，並發展出各式各樣的技巧。德布西迷上了一個越南戲劇團和一個爪哇甘美蘭樂團的音樂，作曲家受到其他文化音樂的影響亦越來越多。荀白克和第二維也納樂派發明了十二音技法和序列音樂。華夏斯、史托克豪森和澤納基斯幫助開創了電子音樂。爵士樂和西方流行音樂不論對藝術音樂的影響，還是在各自的流派都變得越來越重要。拉蒙特·揚對行為藝術進行了嘗試；約翰·凱吉將《易經》應用到他的音樂中；而斯蒂夫·莱奇和菲利普·格拉斯則發展出極簡主義。隨著時間的推移，音樂的風格亦變得越來越多樣化。
這種趨勢一直持續到21世紀：2009年，BBC音樂雜誌採訪了10位作曲家，其中大部分是英國人（包括約翰·亞當斯、朱利安·安德森、亨利·杜替耶、布萊恩·芬尼豪赫、喬納森·哈維、詹姆斯·麥克米蘭、迈克尔·尼曼、羅克珊娜·帕努夫尼克、埃诺约哈尼·劳塔瓦拉和約翰·塔文納）。對於西方古典音樂的最新趨勢，大家共識上皆認為不應偏向任何一個特定的風格，反而應鼓勵發展自我的獨特音樂風格。這些作曲家的作品代表了這個世紀音樂的不同方面，但是他們都得出了相同的基本結論：音樂太過多樣化以至於無法分類或限制。杜替耶在接受雜誌採訪時，他認為「音樂只有好與壞之分，不管是嚴肅的還是流行的」。21世紀的音樂大多是後現代主義的，吸收了許多不同的風格，且對折衷主義開放。然而，鼓勵公眾聆聽當代音樂仍然是一項艱鉅的任務；事實上，印度古典音樂亦面對著同樣情況。

### 音樂風格和影響
後現代主義繼續影響著21世紀的作曲家。20世紀發展起來的風格包括：極簡主義（菲利普·格拉斯、迈克尔·尼曼和斯蒂夫·莱奇） 、後極簡主義（路易斯·安德里森、加文·布萊爾斯、約翰·麥圭爾、寶琳·奧利維洛、朱莉婭·沃爾夫）、新複雜主義（詹姆斯· 狄龍、布莱恩·芬尼豪赫）和新簡單主義（沃尔夫冈·里姆）。
多元風格主義和音樂折衷主義是21世紀的發展趨勢。它們結合了不同音樂體裁的元素和作曲技巧，通常與作曲家自身的文化背景不同，形成一個統一和連貫的作品體系。作曲家通常是從一個流派開始他們的音樂生涯，後來慢慢接納或轉變至其他流派，同時亦保留先前流派中的重要元素。在某些情況下，現時被稱為「古典」的作曲家可能是從另一個流派開始的。舉個例子，約翰·佐恩的音樂很難被介定為一個特定的音樂流派：他從一個行為藝術家出發，經歷了各種流派，包括爵士、硬核朋克、電影音樂和古典音樂，且經常帶有猶太音樂的元素。這些不同的風格都出現在他的作品中。朱利安·安德森的作品融合了多種不同音樂流派的元素和手法。現代主義元素、光譜音樂和電子音樂與東歐民間音樂元素相結合，產生的作品亦往往受到印度拉格斯形態的影響。他的大型作品《時時刻刻》（Book of Hours）於2005年首次上映，該作品收錄了20名演奏家和現場電子音樂的首演。坦西·戴維斯的音樂也融合了流行音樂和古典音樂的元素，王子和伊阿尼斯對其音樂有著重要影響。卡蒂·艾格於2015年為合唱團和管弦樂團創作的作品《德布勒森的激情》圍繞著Szilárd Borbély的詩歌背景，充滿了中世紀拉丁語、匈牙利語和喬治亞語的神秘文本，以及一段卡巴拉祈禱文。
作曲家受到世界各地的影響。2002年，拉蒙特·揚、瑪麗安·扎澤拉與其弟子Jung Hee Choi一同創立了Just Alap Raga樂團，演奏印度的基拉那古典音樂，並融合了西方和印度古典音樂的傳統，拉蒙特將自己的創作方法運用到傳統的Raga表演、形式和技巧中。
其他作曲家亦汲取了不同文化和宗教的影響。如约翰·塔文纳從東方神秘主義和東正教音樂中汲取靈感，而詹姆斯·麥克米蘭亦受到蘇格蘭音樂和他自己的羅馬天主教信仰的雙重影響。至於更為抽象的形式來說，作為虔誠東正教信徒的古拜杜麗娜，其作品中亦表現了一些宗教和神秘的聯想，電子音樂、命理學、不常見的樂器和即興技巧對他的影響也十分明顯。而在康拉德·博默的許多作品中，馬克思主義歌曲是其作品的基本素材。羅馬·圖洛夫斯基-薩夫丘克深受其烏克蘭傳統和巴洛克音樂的影響。他為魯特琴、奧瑪里昂和托邦作曲，是音樂歷史主義的倡導者，也曾與漢斯·科克曼斯和由朱利安·基蒂斯蒂特所領導的紐約班杜拉樂團合作。譚盾則知名於其在電影《臥虎藏龍》和《英雄》中的配樂，他試圖在他的作品中將佛教、基督教和其他文化聯繫起來。他的作品亦經常包含視聽元素。
作曲家亦從其他來源獲得靈感。約翰·路德·亞當斯（阿拉斯加環保人士，與本文其他的約翰· 亞當斯沒有任何關係）的音樂靈感來自大自然，尤其是他家鄉阿拉斯加的大自然。他獲得普立茲獎的交響曲《成為海洋》靈感來自於氣候變化。安德魯·諾曼的《法蘭克的房子》試圖喚起人們對法蘭克·蓋瑞在聖塔莫尼卡房子建築風格的聯想。
厄特沃什·彼得在他的音樂中使用了各種音色和聲音世界。諸如過壓弓弦的延伸技巧與抒情民歌和合成聲音共存。
作曲家甚至創造了混搭音樂，這在流行音樂中更常見。傑里米·薩姆斯的《魔法島》就是一個例子: 他借鑒了韓德爾、維瓦爾第、拉莫和其他巴洛克作曲家的作品，創造了一種拼貼與音樂拼貼相結合的風格，也在舞台和服裝幾方面融合了巴洛克和現代的元素。根據《西方音樂史》，「它質疑作者和原創思想，使它成為一個徹底的後現代作品」。
歌利亞夫的音樂經常將古典、現代和流行的傳統融合在一件作品中，同時兼有對比鮮明的風格—這是二十世紀六十年代以來音樂的一個重要趨勢。

#### 歌劇
約翰·亞當斯、喬治·本傑明、奧斯瓦爾多·歌利亞夫、克里斯特巴爾·哈爾夫特、詹姆斯·麥克米蘭、埃諾約哈尼·勞塔瓦拉（卒於2016年）、凯娅·萨里阿霍、卡爾海因茨·施托克豪森·威爾（卒於2007年），以及朱迪斯·威爾都在這個領域作出重要的貢獻。
- 《光（英语：Licht）》，為斯托克豪森的歌劇系列，共七部，始於1977年，2003年以歌劇《星期日之光（英语：Sonntag aus Licht）》結束整個系列。
- 威爾的歌劇《阿米達》在電視上首演，而並非在舞台上。英國第四台於2005年代理播放。這部同樣由威爾編寫的劇本更新了托爾夸托·塔索於1581年的史詩《耶路撒冷的解放》，並將背景設置於現代中東衝突之中，這暗示了但未實際提及伊拉克戰爭[24]。威爾更要求使用一些實際上不可能用於歌劇院的道具，例如是直升機。
- 亞當斯的《原子博士（英语：Doctor Atomic）》（涵蓋了羅伯特·歐本海默、曼哈頓計劃以及第一顆原子彈的建造）。奧本海默的詠嘆調「我的心」融合了後極簡主義的技巧和19世紀歌劇中富有表現力的台詞[23]。在2008年10月首映之前，亞當斯告訴BBC第三台，他被美國國土安全部和移民服務列入黑名單，這可能是基於其1991年歌劇《克林霍弗的死亡（英语：The Death of Klinghoffer）》的爭議，內容與巴勒斯坦解放陣線在1985年劫持阿喀琉斯勞羅郵輪（英语：Achille Lauro hijacking）、和69歲的輪椅使用者、美國猶太裔乘客萊昂克林霍弗（英语：Leon Klinghoffer）的劫機被謀殺案有關[25]。
- 薩里阿霍的《遠方之愛（英语：L'Amour de loin）》用她受光譜音樂（英语：Spectral music）影響的管弦樂風格，講述12世紀的游吟詩人喬弗雷·魯德爾（英语：Jaufre Rudel）的故事。在第四幕的最後一個場景中，旋律採用了現代主義的「元件」（Cell）技術，以純五度之內的半音和增四度為基礎排列，而吟遊詩人的歌曲則透過重複短語的模式和圍繞一定音高的短句的旋律風格來喚起。因此，12世紀和20世紀的音樂觀念以一種獨特的方式融合在一起[23]。
- 西班牙作曲家哈爾夫特為基爾歌劇院（英语：Theater Kiel）創作了他的第二、第三部歌劇：《拉撒路》（2008年）和《沙克諾維勒》（2013年）。
- 歌利亞夫的葛萊美獎作品《Ainadamar》（2005年）講述1936年的西班牙詩人佛多里柯·賈西亞·羅卡被法西斯殺害的故事。樂譜結合了電腦音樂、具體音樂、現代派不和諧音、法蘭明歌、拉丁美洲流行音樂和古巴節奏的元素[23]。
- 本傑明的《寫在皮膚上（英语：Written on Skin）》，麥克米蘭的《犧牲》和勞塔瓦拉的《拉斯普京》也是具有代表性的作品。

室內歌劇是二十世紀中葉發展起來的一種重要的歌劇形式。相比起傳統歌劇使用較小的聲音。21世紀的例子包括托賓·斯托克斯的《寶琳》（劇本由瑪格麗特·愛特伍所著）、哈里森·伯特威斯尔的《走廊》、湯姆斯·馬可的《極地之旅》和菲利普·格拉斯的《聲音》。

#### 歌曲及合唱音樂
亞當斯的《靈魂的輪迴》（2002年）是紀念2001年九一一襲擊事件受害者的合唱作品（他因此在2003年贏得了普立茲音樂獎）。羅克珊娜·帕努夫尼克最近的作品包括《名字之歌》和《一切都會好起來》。
歌利亞夫的《聖馬可受難曲》、古拜杜麗娜的《聖約翰受難曲》、譚盾的《水之受難曲》和沃爾夫岡·里姆的《神之受難曲》都是為史特加國際巴哈學院的「受難2000」項目而創作的，以紀念巴赫逝世250週年。作為猶太人和拉丁美洲人的歌利亞夫對受難有另類的見解：他所創作的作品借鑒了頗受非洲影響的古巴和巴西傳統、佛朗明哥舞和巴洛克音樂，通過聲音、舞蹈和動作將故事演繹成一種儀式。
亨利·杜替耶（卒於2013年）最後的作品包括《通信》和《時間與鐘》，兩者皆是聲樂套曲。

#### 管弦樂作品
阿福·佩爾特第四交響曲《洛杉磯》是他第一部1976年後寫成的交響曲，也是他第一部專注於大規模樂器鐘鳴作曲法的作品。
奧利佛·克努森為平夏斯·祖克曼創作的小提琴協奏曲Op.30於2003年首演。
詹妮弗·希格登的《藍色大教堂》於2000年首演，是一首單樂章管弦樂交響詩，現為其中一首演奏次數最多的21世紀初作品。這首歌是為了紀念她的弟弟而寫的，長笛（她的樂器）和單簧管（弟弟的樂器）在高音區中對話。這部作品喚起了比德布西更接近現代主義形式的作品：弦樂器和銅管樂器的平行三和弦；音高集的變化劃分出如樂句般等音樂單元，並提供和諧進行的感覺；配搭著德布西獨特的管弦樂色彩。
塞繆爾·阿德勒在本世紀創作的管弦樂作品包括：《通往理解之橋》（2008年）、《大自然合奏》（2009年）、《漂流在風與洋流》（2010年）和《在巴赫的精神中》（2014年） 。
喬納森·哈維的《全身曼陀羅》（2006年）和《說話》（2008年）、安娜·克萊恩的《夜渡》、艾略特·卡特的《管弦樂三幻象》，克里斯托弗·蒂奧法尼迪斯的《虹光身》、彼德·麥士維·戴維斯的第八交響曲（2001年），第九交響曲（2012年）和第十交響曲（2013年）、以及珀尔·纳尔戈尔的第七交響曲（2006年）和第八交響曲（2011年）也是這個世紀中其他一些重要的管弦樂作品。

#### 室內音樂及器樂
艾略特·卡特（卒於2012年）自2000年以來為室內樂團和獨奏家寫了大量的音樂作品。這些作品包括為《鐘鳴打擊樂六重奏》、為小號、長號、打擊樂、鋼琴、小提琴和大提琴而寫的弦樂三重奏：《雙重三重奏》、為兩支單簧管而寫的《肥沃》，以及幾首為獨奏者而寫的《追溯》、《虛構》系列和鋼琴獨奏：《兩個想法》。他的鋼琴獨奏作品《懸鏈線》（2006年）喚起了蕭邦的降B小調奏鳴曲和20世紀序列主義的質感。
史托克豪森的最後一個大型作品《聲》，是由當時未完成的聲樂套曲，一共二十四個作品組合而成，主要亦是由室內音樂作品組成。
自2000年以來，較為值得一題的弦樂四重奏包括：
- 漢斯比特·凱布爾茲（英语：Hanspeter Kyburz）的四重奏
- 克里斯特巴爾·哈爾夫特（英语：Cristóbal Halfft）的第六（2002年）、第七（《沉默空間》，2007年）、第八（《缺席》，2013年）和第九四重奏（《紀念米格爾·德·塞萬提斯》，2016年）
- 布莱恩·弗内霍夫兩首已編號的四重奏——第五（2006年）和第六（2009年）——以及《當安息日過後》I-IV（2007年）、《前言》（2008年）、以及《沉默》（2014年）
- 彼得·马克斯韦尔·戴维斯的十首《納克索斯四重奏》系列（2001-07年）。

戴維斯生前留有一份未完成的弦樂四重奏Op.338，其中只有第一樂章已經完成。
德國作曲家沃爾夫岡·里姆亦不斷創作出一個又一個的弦樂四重奏，首先是第12號四重奏（2001年）、《名存實亡2》（2002年）、《四重奏研究》（2003-04年），又訂正第11號四重奏（2010年）和創作出第13號四重奏（2011年），以及另一個小型作品《束縛之中》（2014年）。奧地利的格奧爾格·弗雷德里克·哈斯創作了自己第三（《三個星期。點頭》，2003年）和第四弦樂四重奏（2003年），匈牙利作曲家库塔格·捷尔吉也擴展了他的四重奏系列（但未有為其編號），包括《六个瞬間音樂會》（1999-2005年），《向雅各布・奥布里奇致敬》（2004-2005年），又和小格奧爾格·弗雷德里克·哈斯合作推出《對話》電子音樂弦樂四重奏（1999-2006年）。

#### 電子音樂
電子音樂、電聲音樂和計算機音樂是20世紀音樂的先驅，且在21世紀中繼續發展。卡爾海因茲·史托克豪森是早期電子音樂發展的主要人物之一，他在2005至2007年期間創作了自己最後一部電子音樂作品—《宇宙脈衝》和由此衍生出來的8個作品—並以之作為其聲樂套曲《聲》的第13至21個作品。
馬里奧·大衛朵夫斯基擴展了他《同步》系列，並在現場表演中融合了聲學樂器和用磁帶播放的電聲音樂。其他作曲家包括梅森·貝茨、尚‧克勞德‧艾洛瓦、魯爾夫·吉哈爾、喬恩·哈塞爾、約克·霍勒、漢斯比特·凱布爾茲、梅西亞斯·邁瓜斯卡、菲利普·馬諾里和杰拉德·佩普都活躍於這個領域。貝茨的《B面》由五個樂章組成，並以Electronica和管弦樂隊演奏的交響曲，而哈塞爾的音樂亦利用了不同尋常的電子小號聲音。

#### 多媒體與音樂
古典音樂作曲家亦繼續創作電影音樂，其中比較著名的有菲利普·格拉斯（此時·此刻、戰爭生活、以及醜聞筆記）、米高·尼曼（Everyday）、約翰·威廉士（哈利波特電影系列、奪寶奇兵之水晶骷髏國，以及星球大戰：原力覺醒）。
除了電影作曲家和上面提到的朱迪斯·威爾之外，其他作曲家已經擁抱了21世紀日益增長的技術進步。
托马斯·阿德斯的作品《七天》（2008年）是為鋼琴、管弦樂隊和六塊顯示屏而作。影片片段由阿德斯的民事伴侶合夥人塔爾•羅斯納製作。2011年，為管弦樂團和五個螢幕而創作的《北極星》發布。
2008年，譚盾（知名於《臥虎藏龍》的配樂）受Google委託創作第1號互聯網交響曲——《英雄》 ，由Youtube交響樂團協作演出。這部作品利用互聯網招募樂團成員，最終被編制成混搭視頻，在YouTube上全球首演。
另一位21世紀音樂的著名作曲家鲁多维科·伊諾第融合了古典音樂、民謠音樂、流行音樂、搖滾音樂和世界音樂。多元風格主義和音樂折衷主義是其作品的核心。1996年，他憑藉鋼琴專輯《遠大前程》一舉成名，至今在英國和意大利仍廣受歡迎。他的最新作品是為鋼琴、電子學和管弦樂隊創作的《元素》（2014年） ，他還為《這就是英格蘭》（2006年）及其續集（2010年、2011年和2015年）創作電影音樂，為《黑天鵝》（2010年）創作預告片音樂，並為古典專輯《烏娜·瑪蒂娜》（2004年）創作專輯。他的專輯《時光流逝》於2013年1月21日發行，在美國和加拿大巡迴演出。

### 作曲家
重要作曲家包括尼科·穆利、埃里克·惠塔克、邁克爾·芬尼西、保羅·科斯塔·利馬、馬格努斯·林德伯格和米歇爾·范德亞。

#### 女性作曲家
羅克珊娜·帕努夫尼克在前面提及的 BBC 採訪中表示:
在過去的幾十年來，社會對女作曲家的態度開始轉變。 即使女性開始從事職業生涯之後，她們還需要一段時間才能找到作曲家的工作，但最終我們達到那裡，這得益於朱迪思·威爾、尼古拉·雷法勞（原文如此）和西婭·馬斯格雷夫等人作榜樣。 像彼德·戴維斯和艾米莉霍爾這樣的年輕人將在未來十年對新音樂界產生巨大影響。
其他本文未曾提及的重要21世纪女性作曲家包括：查雅・策諾文、陳銀淑、加布里埃拉・萊娜・弗蘭克、麗莎・林、梅瑞狄斯・蒙克、奧努特・納布泰特、奧爾加・紐沃思、麗貝卡・桑德斯、琳達・卡特林・史密斯、瓊・陶爾及阿嘎塔・祖貝爾。

#### 已逝世重要作曲家
幾位活躍於20世紀的重要作曲家在21世紀初去世。已經提及過的包括：杜替耶、麥士維·戴維斯、勞塔瓦拉、史托克豪森和塔弗納。此外，還有瑪麗揚安娜·阿馬徹，一位裝置藝術家和實驗作曲家；米尔顿·巴比特，其最終作品是在2004年一個為管弦樂團寫的歌曲、室內樂和協奏曲；汉斯·维尔纳·亨策的歌劇《戴勝和孝順愛的勝利》於2003年首演，隨後於2003年為大型管弦樂隊寫了《塞巴斯蒂安的夢想》和2007年的歌劇菲德拉；彼得·利伯森為打擊樂器和管弦樂隊而寫的Shing Kham（2010-11年）在他去世後由奧利佛·克努森和德揚·巴登賈爾完成；約翰·麥凱布的最終作品包括第七交響曲《迷宮》和室內樂；伊曼紐爾·努涅斯的中提琴作品《黑手》（2006-07年）取材自自己的歌劇《童話故事》；而彼得·斯克爾索普的鋼琴曲《家中想法》原是打算在澳紐軍團日（2015年）演出的加里波利交響曲的一部分。

#### 其他重要的廿一世紀作曲家
有些活躍但未曾提及的作曲家包括：

| 喬治斯·阿珀斯 杰拉爾德·巴里 羅伯特·比瑟 邁克爾伯克利 布德威傑恩·比金克斯 理查德·丹尼爾波 米歇爾·迪科斯特 喬爾 - 弗朗索瓦·杜蘭德 胡里奧·埃斯特拉達 弗蘭斯蓋恩 亞歷山大·戈漢弗 海因茨·霍利格 | 細川俊夫 安德烈·拉波特 馬里奧·拉維斯塔Mario Lavista 保羅·科斯塔·利馬 馬格努斯·林德伯格 斯科特·珀金斯 馬賽厄斯·平茨徹 邁克爾·皮薩羅 羅伯特H.P.普拉茨 馬克斯·里希特 庫爾特·施韋爾奇克 薩爾瓦托雷·夏里諾 | 盛宗亮 胡安·瑪麗亞·索拉爾 瓦倫廷·西爾韋斯特羅夫 吉爾斯·特朗布萊 馬克 - 安東尼·特內奇 凯文·沃兰斯 奈傑爾·韋斯特萊克 約爾格·威德曼 查尔斯·武奥里宁 漢斯·岑德 沃爾特·齊默爾曼 陳其鋼 |

## 廿一世樂音樂的演奏
在20世紀早期，通常新音樂只會為小圈子的音樂家而寫和演奏：荀白克創立了的私人音樂表演學會只限會員參與，排除了一些只為「尋求感覺」的大眾，或是其他組織的成員參與，例如是瓦雷澤所創辦、卡尔·拉格尔斯所倡導的國際作曲家協會的，同樣地被視為精英。在20世紀下半葉，隨著作曲家們再次開始接受更廣泛的公眾，這種情況開始改變。
在21世紀，有許多希望促進新音樂的音樂家和團體出現：
- 皮埃尔-洛朗·艾马尔，法國鋼琴家
- 警鐘即響（英语：Alarm Will Sound），一個20人的室內樂團
- 阿爾迪蒂四重奏（英语：Arditti Quartet），由英國小提琴家伊爾文·阿爾迪蒂（英语：Irvine Arditti）帶領
- 阿斯科/荀白克（英语：Asko/Schönberg），位於阿姆斯特丹的荷蘭室內樂團
- Bang on a Can，一個由美國作曲家朱莉婭·沃爾夫（英语：Julia Wolfe）、 大衛·郎（英语：David Lang (composer)）和邁克爾戈登（英语：Michael Gordo）創立的組織
- 馬可·布勞烏（英语：Marco Blaauw），荷蘭小號演奏家
- 音樂工廠合奏（英语：Ensemble Musikfabrik），來自科隆的合奏音樂
- 現代合奏（英语：Ensemble Modern），德國法蘭克福的國際樂團
- 搜索合奏（英语：ensemble recherche），位於弗賴堡
- 神秘樂隊（英语：The Esoterics (ensemble)），位於華盛頓州西雅圖的一個聲樂合唱團
- 賈德·格林斯坦（英语：Judd Greenstein），美國作曲家，紐約新音樂的倡導者
- 邁克爾·吉倫（英语：Michael Gielen），奧地利指揮家
- 彼得·漢南（英语：Peter Hannan (composer)），加拿大錄音機播放器
- 奧利佛·克努森，英國指揮家
- 克羅諾斯四重奏（英语：Kronos Quartet），一個已創作了超過750首新作品的弦樂四重奏
- 國際當代樂團（英语：International Contemporary Ensemble）(ICE)，有超過五百首新作首演
- 克萊爾·蔡斯（英语：Claire Chase），美國長笛演奏家，ICE（國際當代樂團）創始人
- 尼古拉斯·伊舍伍德（英语：Nicholas Isherwood），美國低音歌手
- 雷恩伯特·狄·利物（英语：Reinbert de Leeuw），荷蘭指揮家、鋼琴家、作曲家
- 克里斯蒂安·林德伯格（英语：Christian Lindberg），瑞典長號手
- 倫敦小交響樂團，室內樂團
- 保羅·法諾（英语：Paul Méfano），法國指揮家、作曲家
- 斯特拉斯堡敲擊樂團（英语：Les Percussions de Strasbourg），法國敲擊樂團
- 史蒂文·希克（英语：Steven Schick），美國敲擊樂演奏家
- 彼得·塞爾金（英语：Peter Serkin），美國鋼琴家
- 格雷格·安德森和伊麗莎白·羅伊，定期表演雙鋼琴二重奏的鋼琴家
- 阿倫·基爾伯特與紐約愛樂
- 米歇爾·馬雷利（英语：Michele Marelli），意大利單簧管演奏家
- 盧多維奇·莫洛（英语：Ludovic Morlot），法國指揮家
- 埃萨-佩卡·萨洛宁，芬蘭指揮家
- 羅伯特·斯帕諾（英语：Robert Spano），美國指揮家
- 哈里·斯帕納（英语：Harry Sparnaay），荷蘭低音單簧管演奏家
- 譚畢哥打擊樂團，墨西哥打擊樂合奏團
- 聲音劇場（英语：Theatre of Voices），位於哥本哈根的國際聲樂劇團
- 弗朗西斯-馬里·維蒂（英语：Frances-Marie Uitti），美國出生的荷蘭大提琴家